# Shanghai Tower

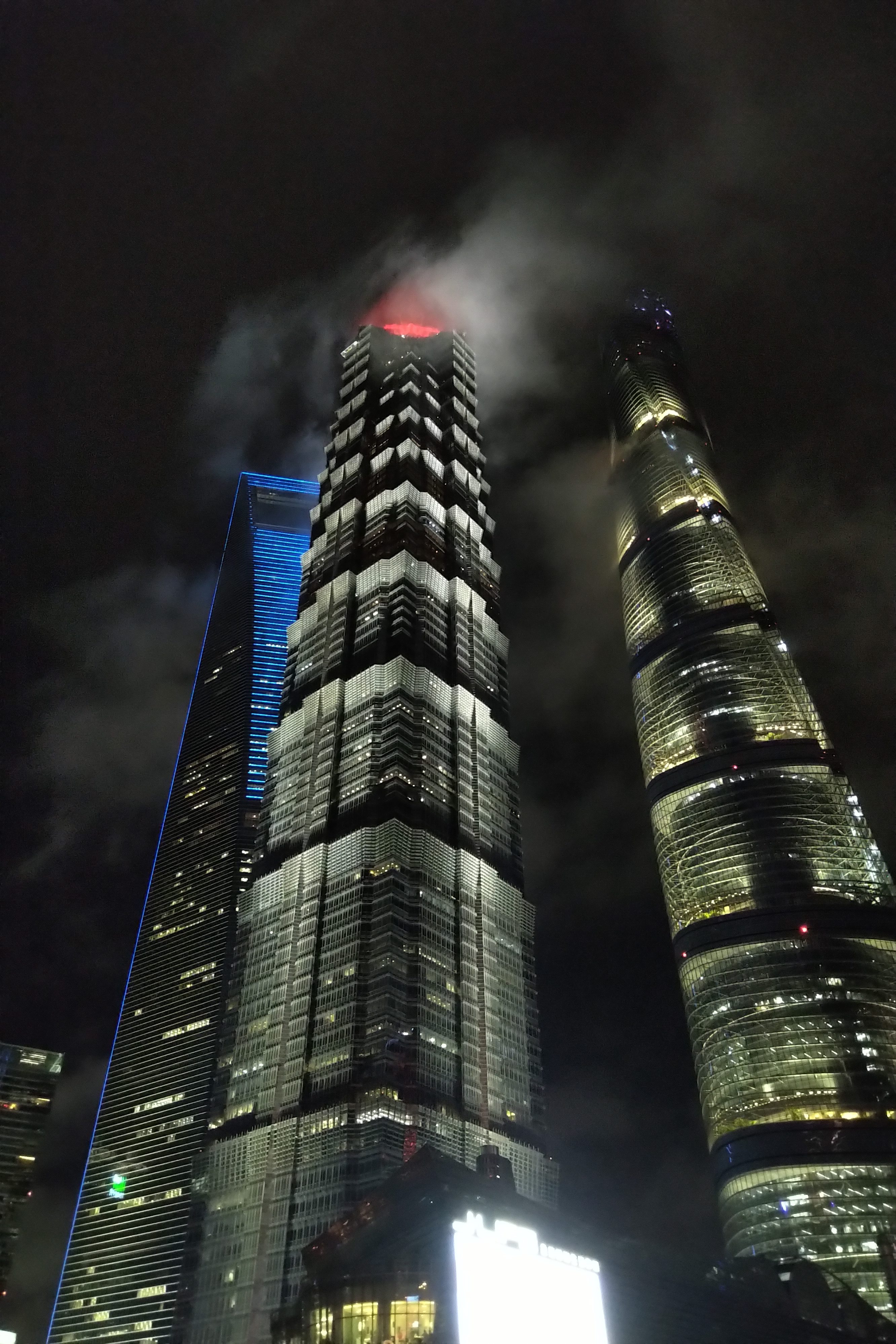
Da sinistra, Shanghai Wfc, Jin Mao Tower e Shanghai Tower, vista notturna (2019)

La Torre di Shanghai (上海中心大厦S, Shànghǎi Zhōngxīn DàshàP; Shanghainese: Zånhe Tsonshin Dasa, letteralmente: Torre del centro di Shanghai) è un grattacielo a Lujiazui, Pudong, Shanghai in Cina.
Alto 630m, ha 128 piani con una superficie di 380 000 m2, è il grattacielo più alto della Cina ed il terzo più alto al mondo, dopo il Burj Khalifa a Dubai ed il Merdeka 118 a Kuala Lumpur. Accoglie circa 16.000 persone al giorno.
Condivide col Ping An Finance Centre il record di avere il ponte di osservazione più alto del mondo all'interno di un edificio, a 606 m d'altezza, e gli ascensori più veloci del mondo, con una velocità massima di 20,5 metri al secondo (74 km/h). È il secondo edificio più alto del mondo per altezza rispetto al piano architettonico.

## Progettazione
I piani di sviluppo urbanistico, risalenti al 1993, mostravano la presenza di tre grattacieli uno accanto all'altro nel quartiere finanziario di Lujiazui. Due sono stati completati nel 1998 (il Jin Mao Building) e nel 2008 (il Shanghai World Financial Center).
Dopo numerose proposte, nel giugno 2008 venne approvata la costruzione del progetto di Gensler.
La Torre prende la forma di nove cilindri accatastati uno sopra l'altro per un totale di 128 piani, racchiusi da uno strato interno di vetro che si sviluppa lungo la facciata.
I vari strati si snodano lungo percorso in salita, dando vita a 9 zone interne che dispongono di spazi appositi per i visitatori. Ognuna di queste 9 aeree è costituita da un proprio atrio arredato da giardini, caffè, ristoranti, e spazi commerciali, regalando una vista a 360° della città.
Entrambi gli strati della facciata sono trasparenti. La purezza del prospetto è una caratteristica particolare di questo grattacielo, in quanto la maggior parte di questi edifici hanno una singola facciata composta da un vetro riflessivo per abbassare gli assorbimenti del calore; i doppi vetri della Shanghai Tower eliminano la necessità di essere opachi.
L'hotel J-Hotel del gruppo cinese Jin Jiang, posizionato tra 84º e il 110º piano, è l'hotel più alto nel mondo.

## Sostenibilità
Anche se la maggior parte dell'energia del grattacielo sarà fornita da sistemi di alimentazione convenzionale, sulla parte superiore della Torre saranno situate 270 turbine eoliche ad asse verticale che potranno generare fino a 350.000 kWh per anno di energia elettrica supplementare.
Inoltre, il doppio strato isolante della vetrata della facciata permette di ridurre la necessità di condizionamento dell'aria interna, ed essendo composto da un vetro rinforzato ha anche un'elevata tolleranza alle variazioni di temperatura.
I proprietari della Tower Shanghai, la Shanghai Tower Construction and Development, auspicano di essere premiati con le certificazioni del China Green Building Committee (trad. Comitato Cinese per gli ‘edifici verdi’ a minore impatto ambientale) e del U.S Green Building Council (trad. Consiglio degli ‘edifici verdi’ degli Stati Uniti) per il design di “edifici sostenibili”.

## Costruzione
Dopo che il progetto della Torre ha vagliato un attento studio sull'impatto ambientale dell'edificio, venne preparato il sito per la costruzione in vista della cerimonia inaugurale del 29 novembre 2008.
In effetti, per la costruzione della Torre sono state elaborate tecniche di costruzioni sostenibili in modo da rendere la struttura meno inquinante e ridurre i consumi di energia.
Alla fine del mese di aprile 2011, la struttura in acciaio della torre era arrivata al 18º piano, mentre il nucleo strutturale aveva raggiunto il 15º piano. È stato messo in atto un processo ripetitivo di slittamento piano per piano per la costruzione della parte centrale.
Nel settembre 2011, la Mitsubishi Electric Corp. ha annunciato di aver vinto la gara d'appalto per l'installazione degli ascensori della Shanghai Tower. La società giapponese doterà la Torre di 106 ascensori, tra cui tre modelli in grado di viaggiare a 1080 metri al minuto ad alta velocità, l'equivalente di 64,8 chilometri all'ora. Questi ascensori, al momento della loro installazione, saranno i modelli di ascensori più veloci del mondo.
Alla fine di dicembre 2011, le fondazioni della Torre sono state completate, e la struttura in acciaio ha superato il 30º piano.
All'inizio di febbraio 2012, il nucleo strutturale della Torre aveva raggiunto una altezza , corrispondente al 50º piano.
Nei primi mesi del 2012, sono cominciate a comparire nel terreno delle grandi crepe vicino al cantiere della Torre. Queste crepe sono state provocate da un abbassamento del suolo, probabilmente causate da un'eccessiva estrazione di acque sotterranee nella zona di Shanghai, piuttosto che per il peso della Shanghai Tower.
Da maggio 2012, la costruzione della struttura interna della Torre era arrivata di altezza. Ai primi di settembre 2012.
Entro la fine del 2012, la Torre aveva raggiunto il 90º piano di altezza.
Nel gennaio 2014, la struttura ha superato l'altezza di 2000 piedi (610 m), e la sua costruzione è entrata nell'ultima fase. Nel febbraio dello stesso anno, due urbex russi, Vadim Makhorov e Vitaly Raskalov, hanno risalito la Shanghai Tower ancora in costruzione e hanno pubblicato un video dalla gru più alta del cantiere, il tutto senza usare alcun tipo di protezione. Poche settimane più tardi, il 15 aprile, il fotografo d'avventura Keow Wee Loong ha scalato la stessa torre in solitaria, durante il Qingming Festival, festa nazionale cinese.
La corona del grattacielo è stata completata nell'agosto 2014, e il mese successivo sono state completate le facciate. La muratura interna e gli impianti elettrici sono stati completati alla fine del 2014, e l'apertura, inizialmente prevista per la metà del 2015, è avvenuta parzialmente nel 2016. 
Il 29 giugno 2017 la torre ha finalmente ricevuto gli ultimi permessi necessari, incluso il Permesso di abitabilità. Gli uffici sono occupati da diverse aziende cinesi e internazionali, tra cui lo studio legale AllBright, Alibaba e, dal 25 settembre 2017, dalla filiale di Shanghai di Intesa Sanpaolo. La funzione primaria della torre è di ospitare uffici, ma è presente anche un grande hotel a 5 stelle. Inoltre, 5 piani sono utilizzati come osservatorio (piani 118, 119, 125, 126 e B2), ma il 125 e il 126 non sono ancora stati aperti al pubblico. Nella parte inferiore della torre ci sono diversi spazi commerciali (negozi).

## Galleria d'immagini

Evoluzione della costruzione della Torre di Shanghai
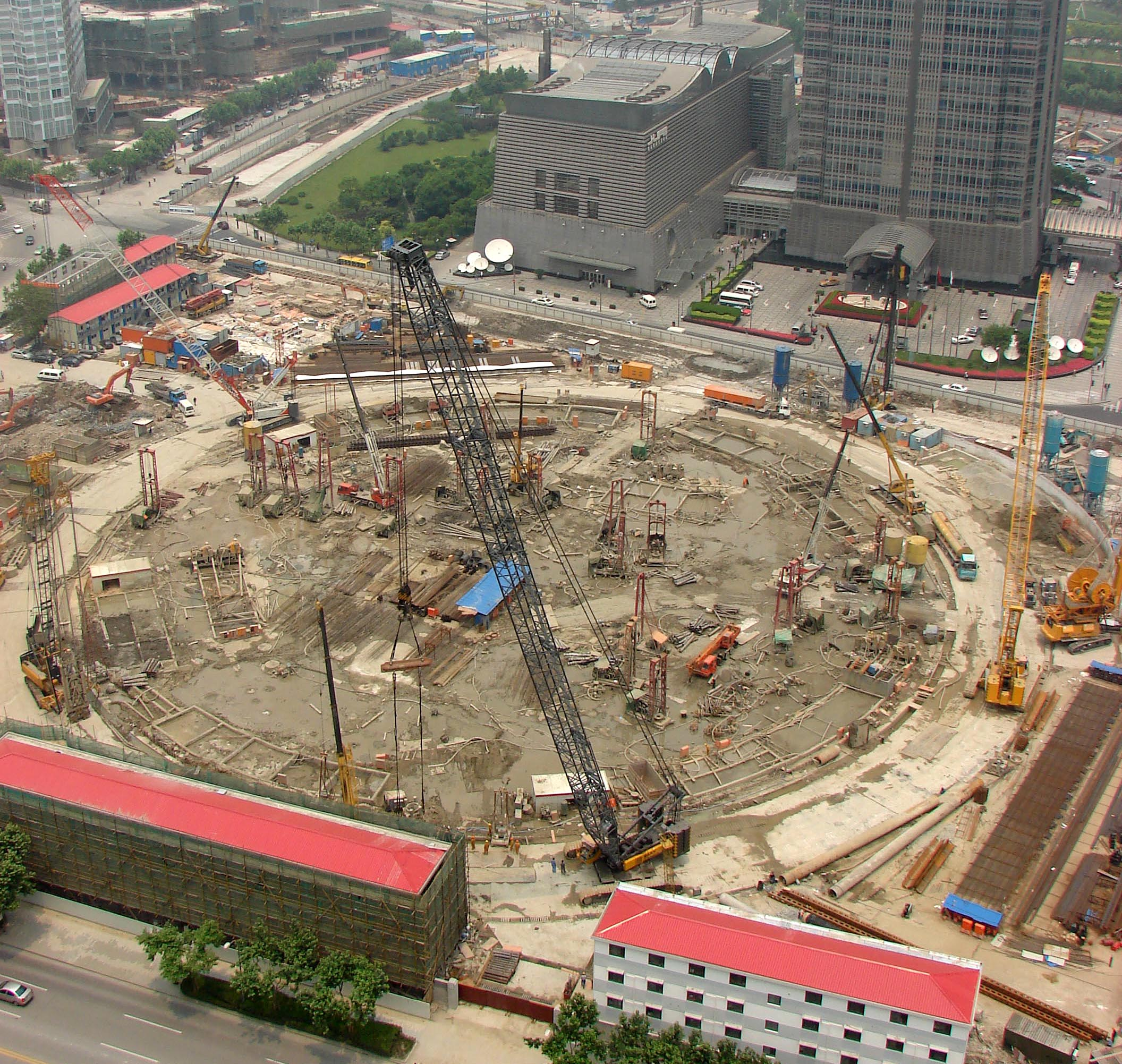
5 giugno 2009
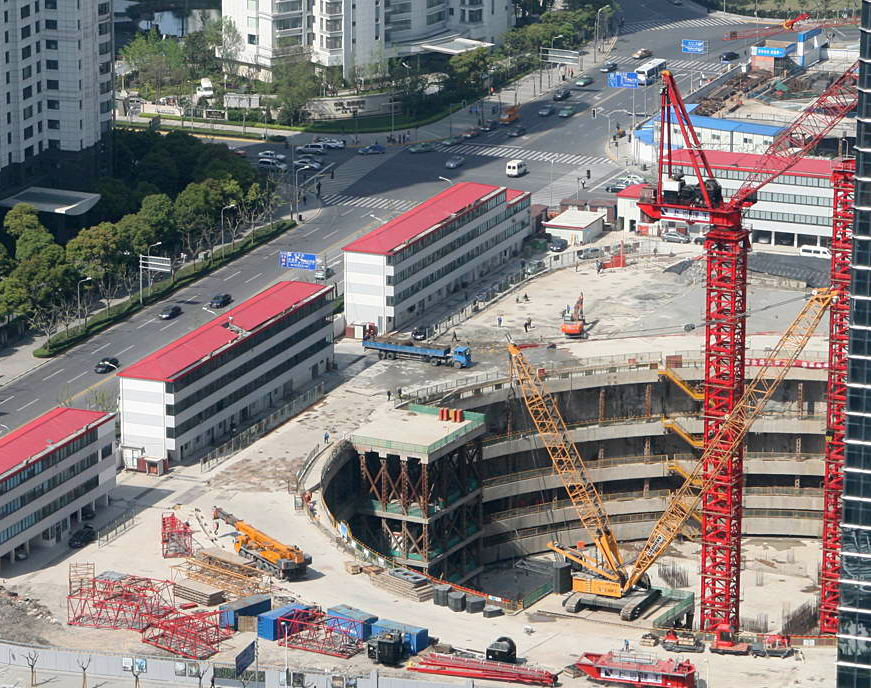
29 aprile 2010
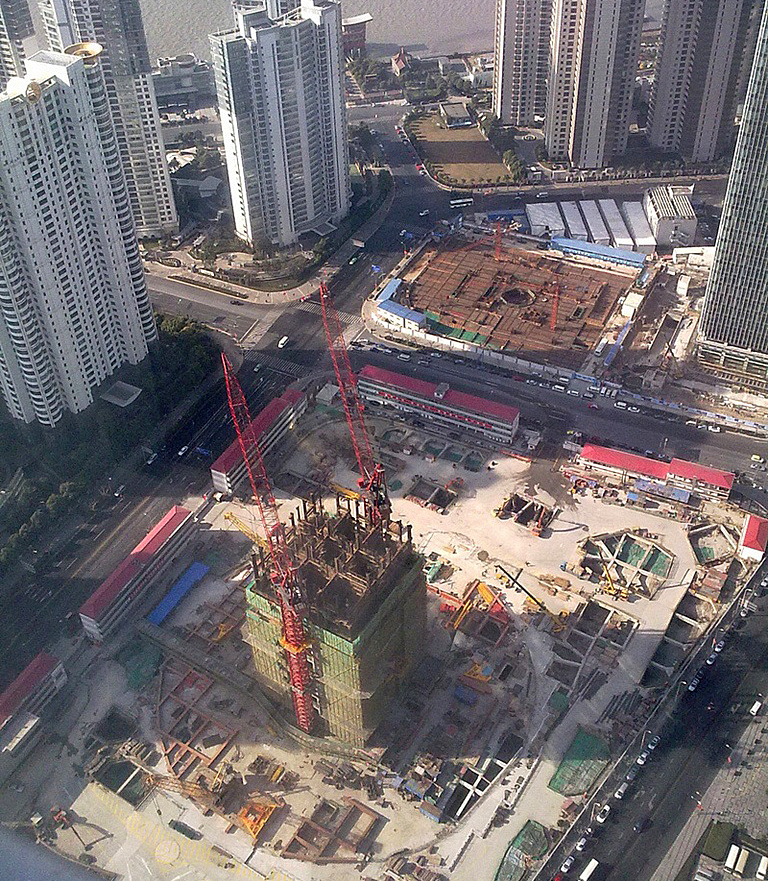
7 gennaio 2011
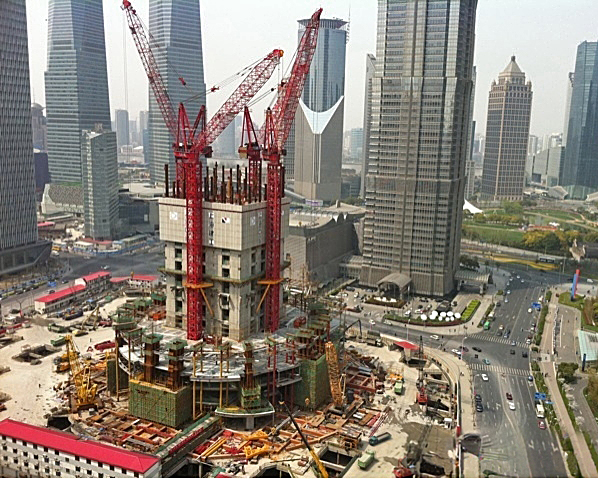
12 aprile 2011
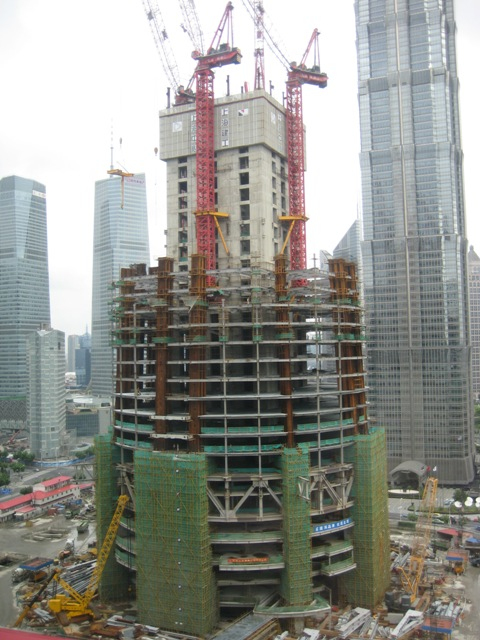
28 agosto 2011
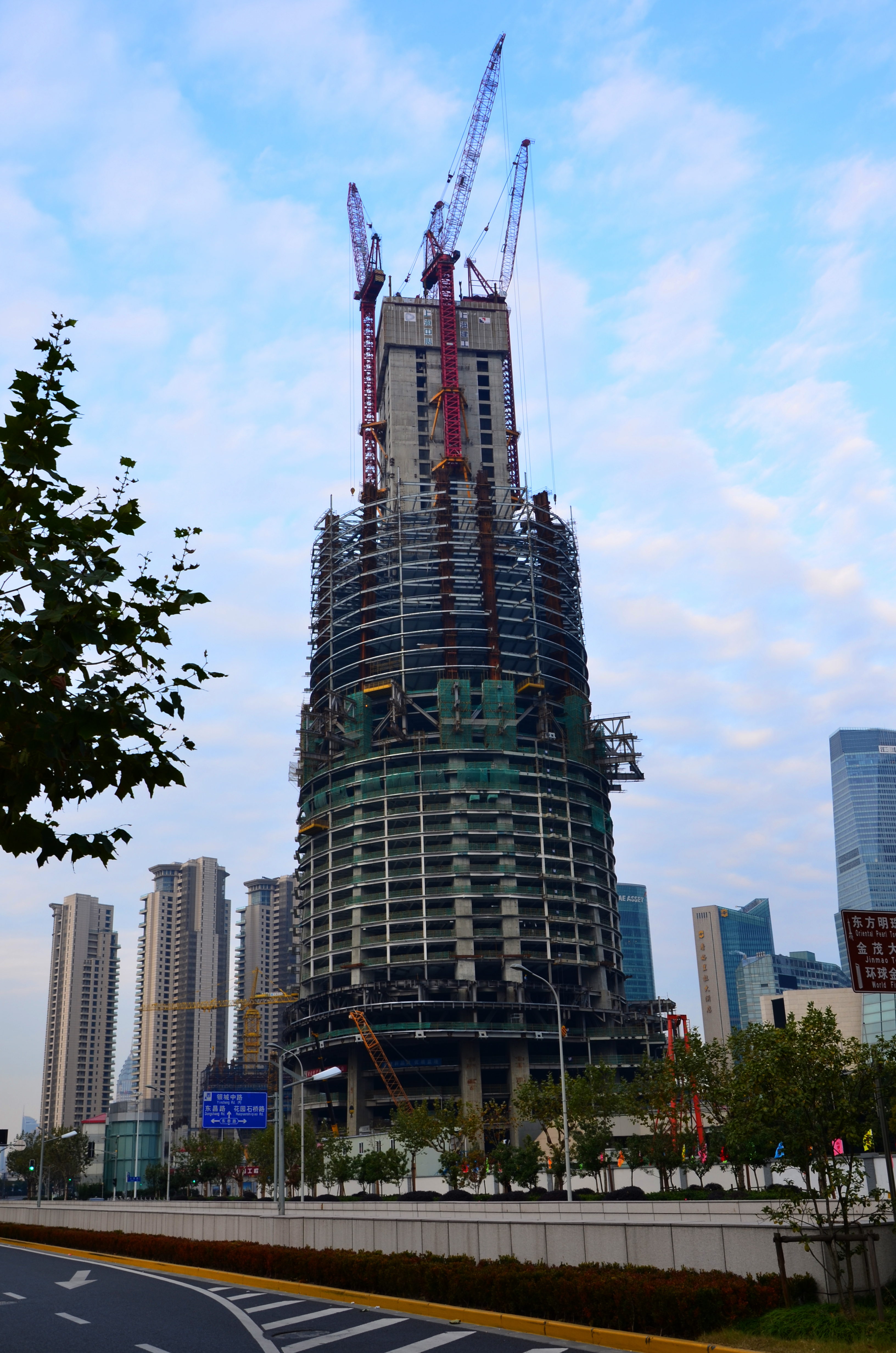
18 dicembre 2011
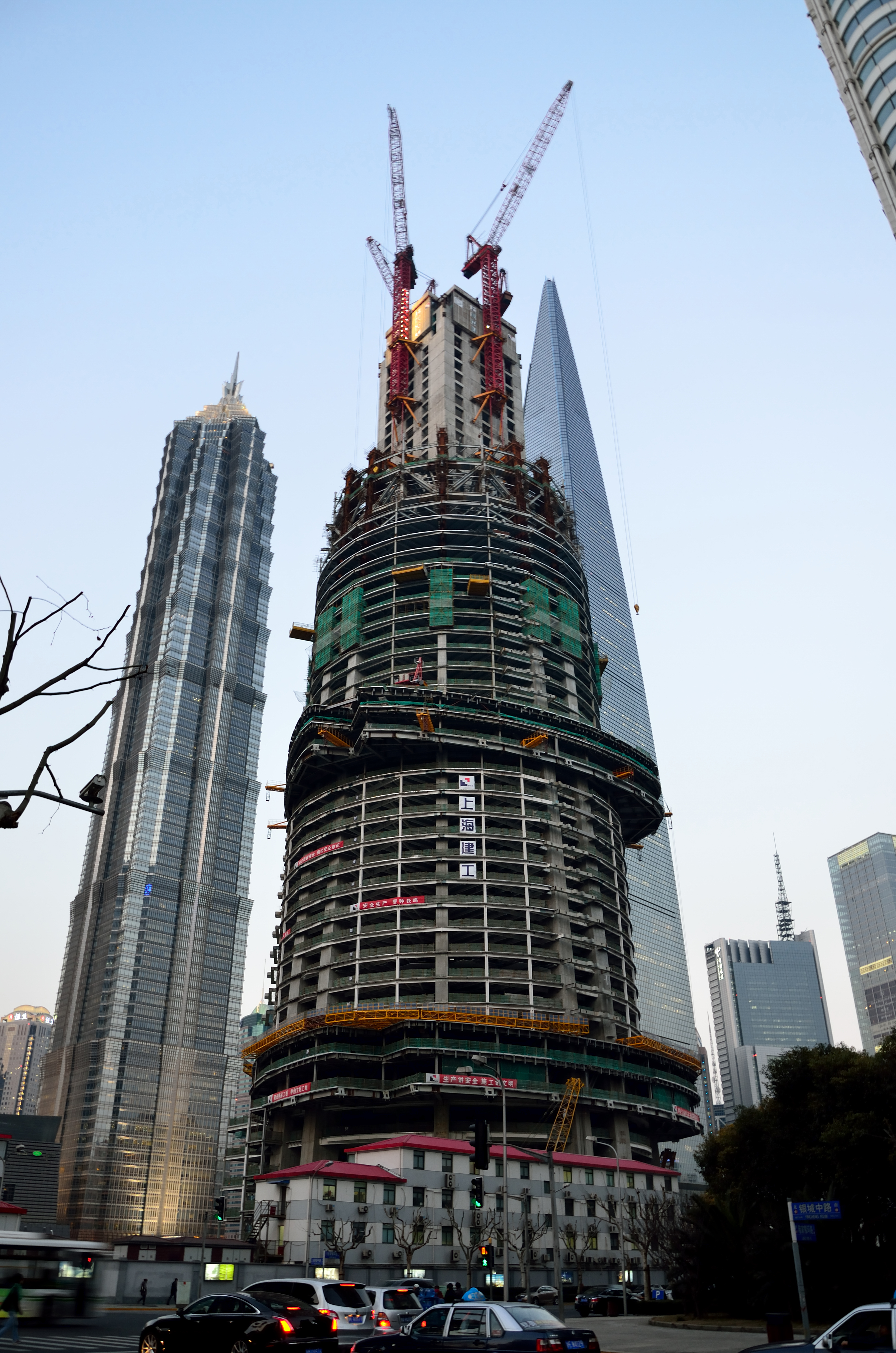
13 marzo 2012
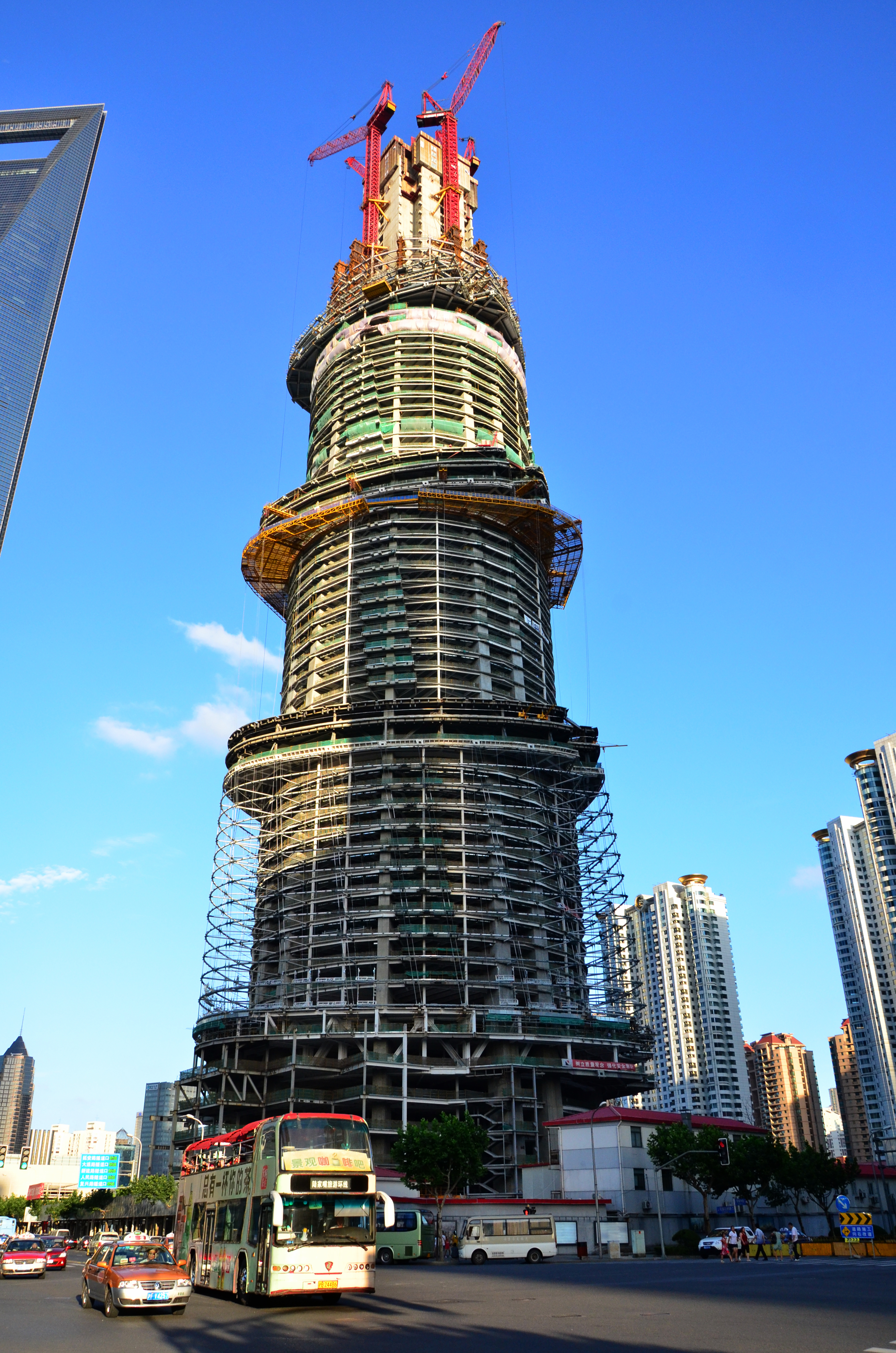
21 luglio 2012
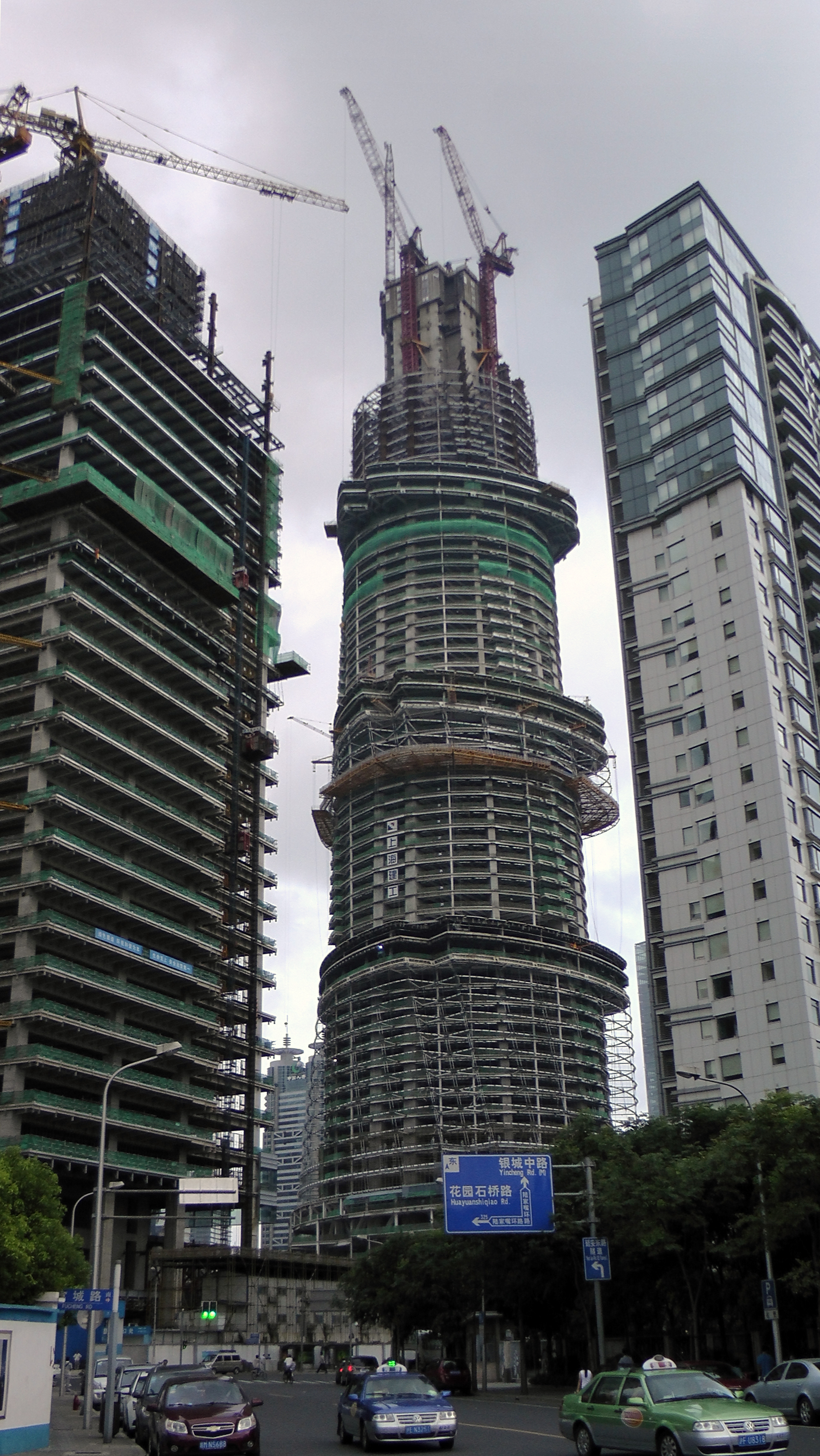
11 agosto 2012
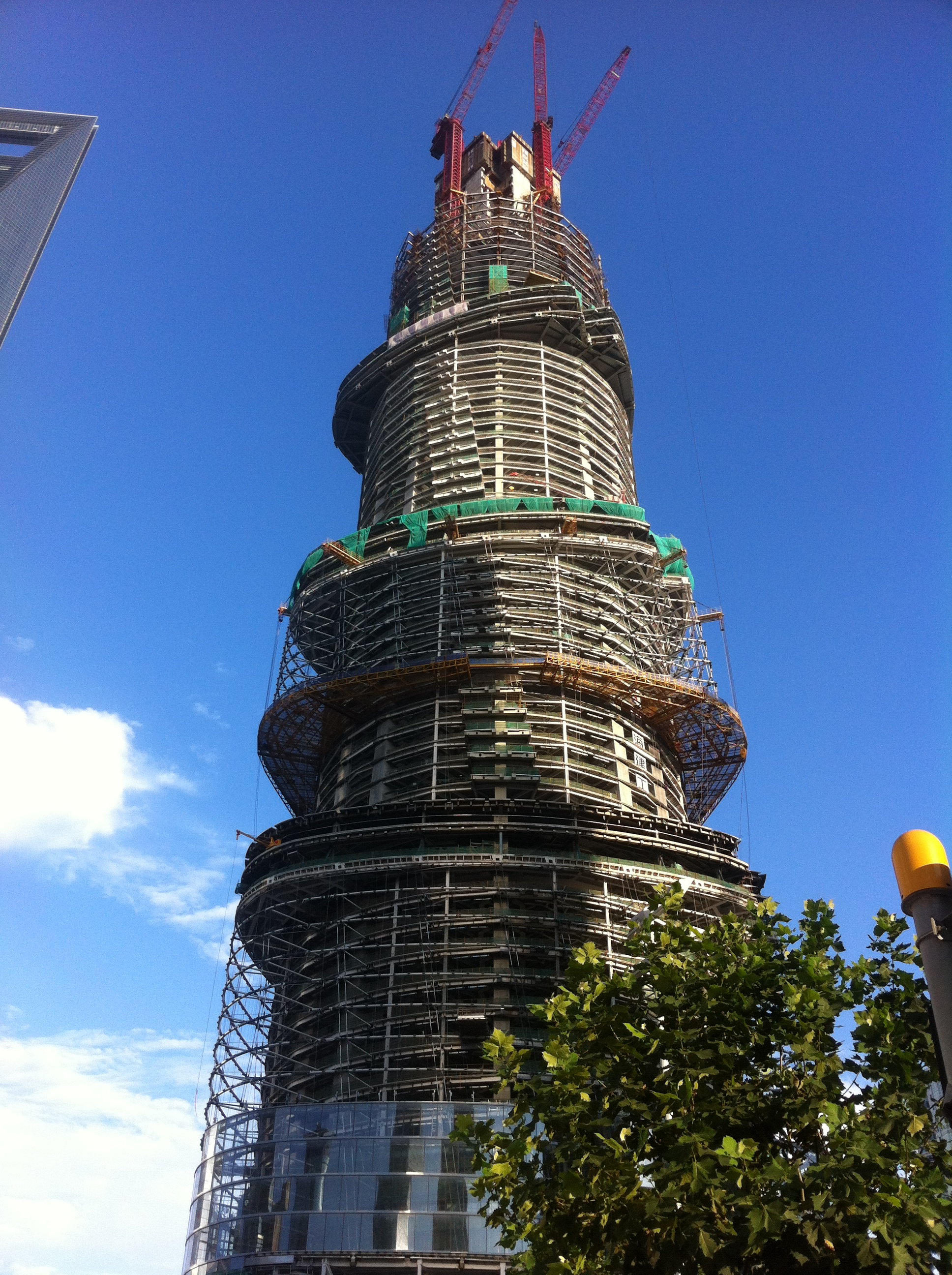
1º settembre 2012
11 ottobre 2012
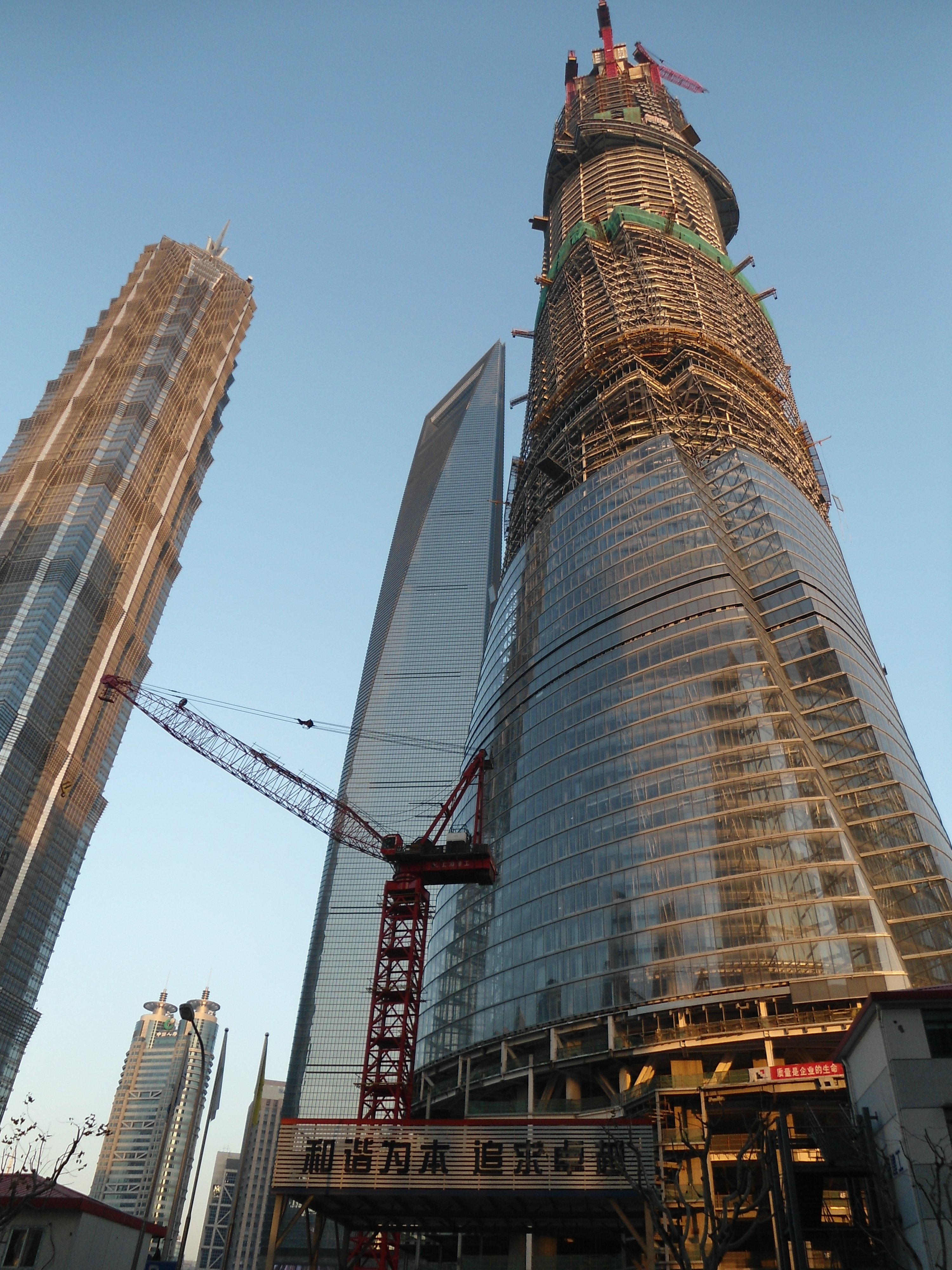
25 gennaio 2013
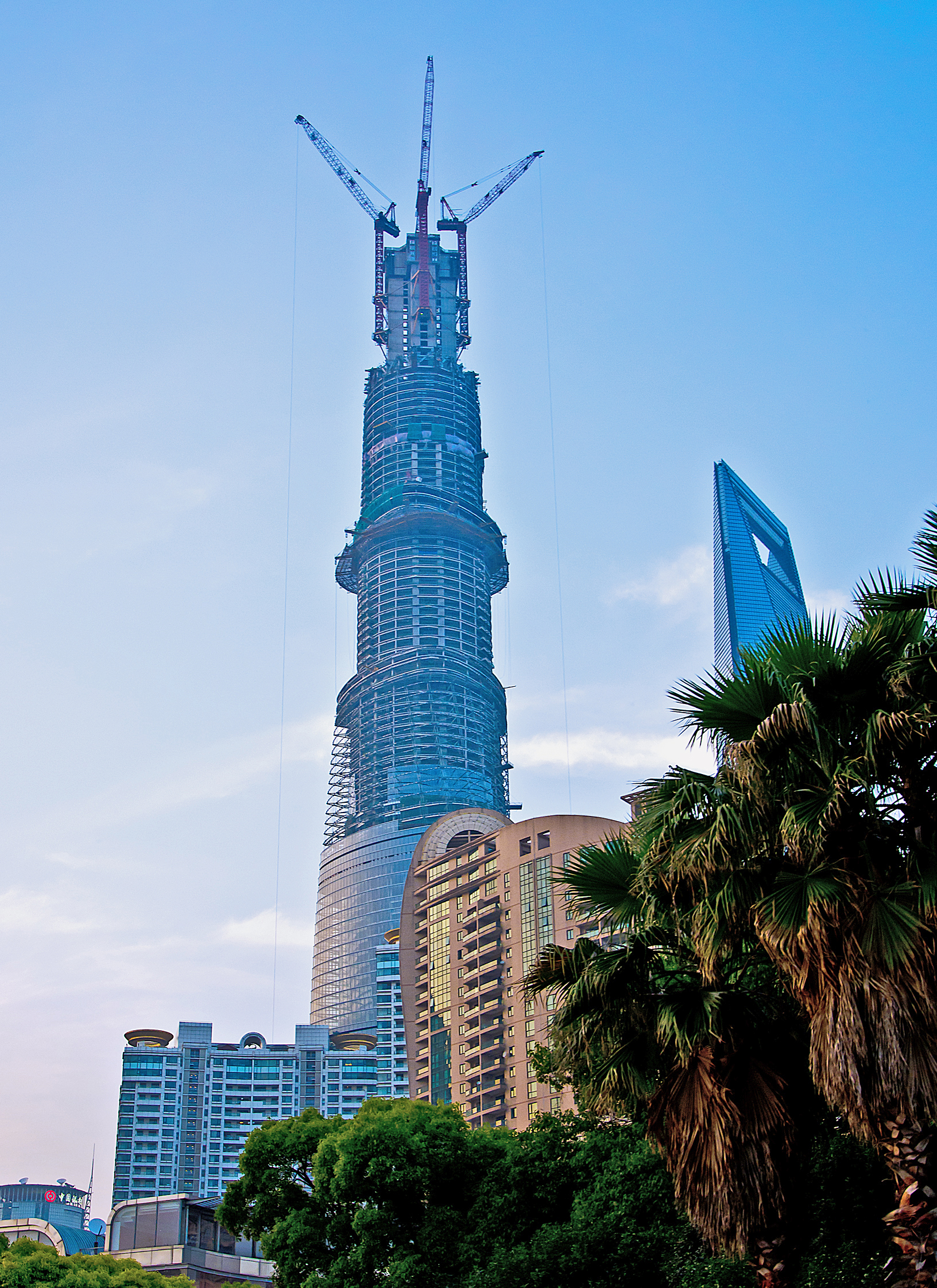
30 maggio 2013
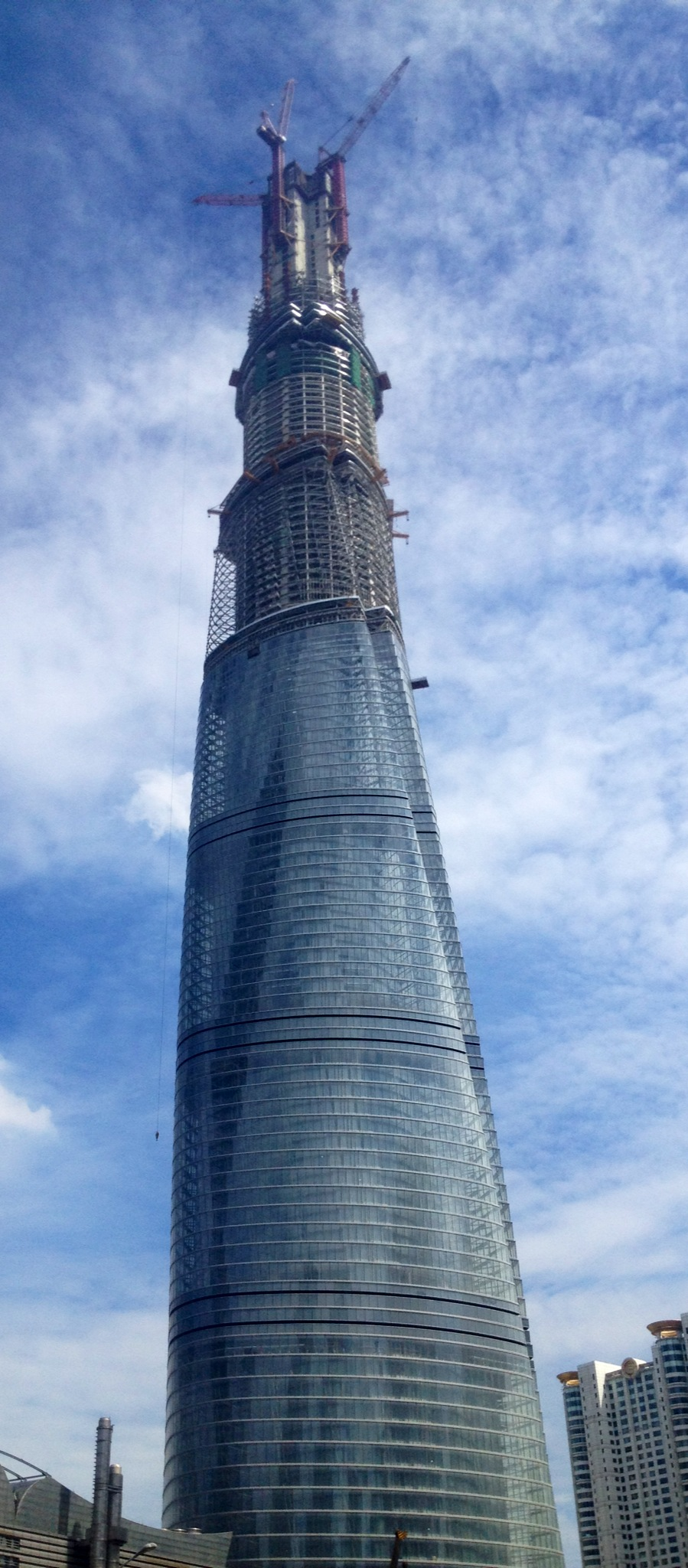
3 agosto 2013
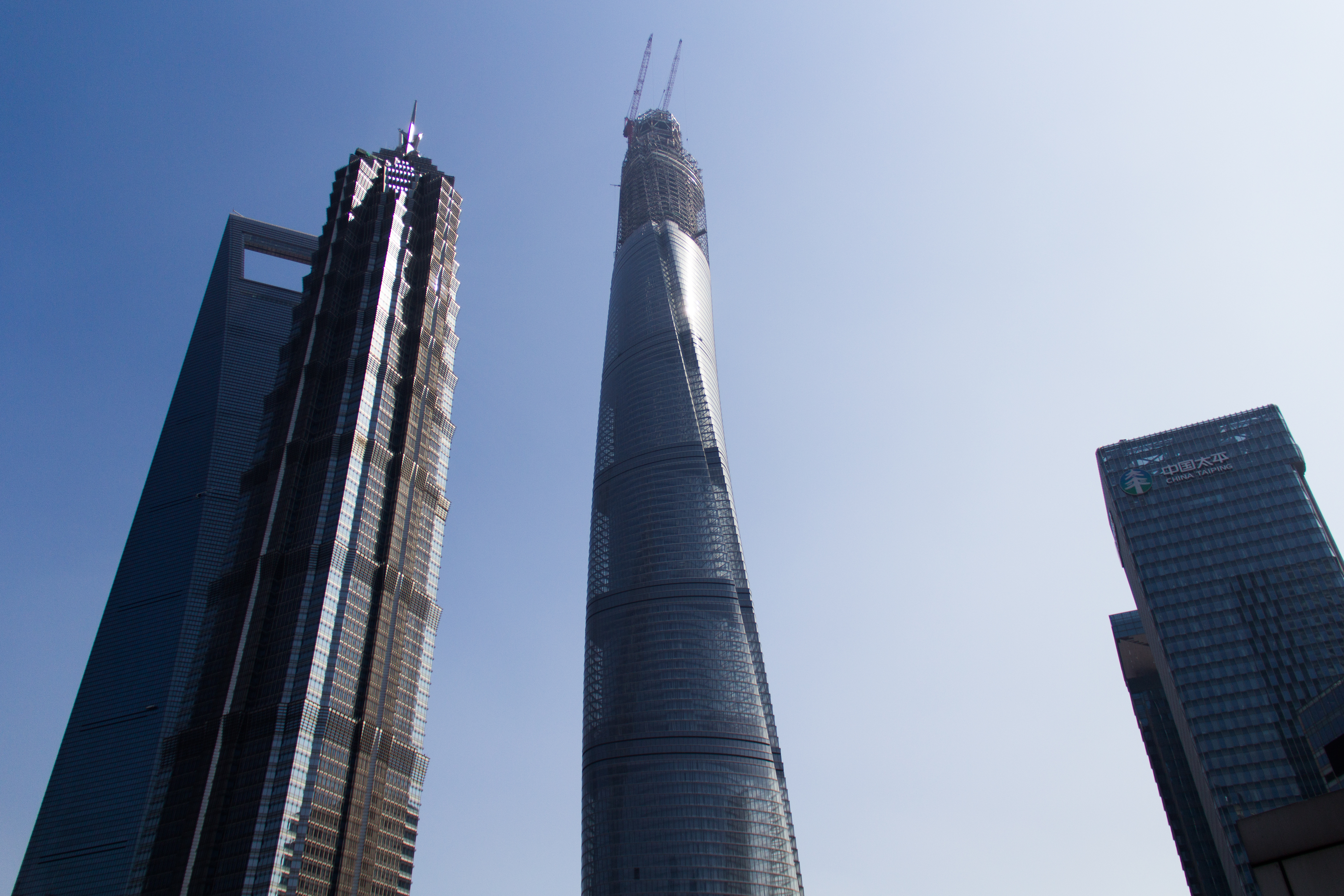
13 marzo 2014

## Riconoscimenti
La Shanghai Tower è vincitrice del Premio per l'ingegneria civile del 2018 "Tien-yowa".
Nel 2016 ha ricevuto l'Outstanding Structure Award dell'International Association for Bridge and Structural Engineering.